# 2019冠状病毒病阿联酋疫情
2019冠状病毒病阿联酋疫情，介绍在2019冠狀病毒病疫情中，在阿拉伯联合酋长国发生的情況。2020年1月29日，阿拉伯联合酋长国确诊了首例感染患者。

## 统计
Template:2019冠狀病毒病病例數/阿联酋

## 时间线

### 一月
1月23日， 阿布扎比国际机场和迪拜国际机场宣布，直接从中国抵达的旅客将接受温度检查。  
1月29日，阿联酋卫生部宣布確診首宗2019冠状病毒病病例，患者來自中国武汉，是中東首宗确诊个案。同日晚些時候，确认全國共確診4宗個案，是來自中国武汉的一家四口，包括母亲、41岁的父亲、8岁的男孩和73岁的祖母，他们于1月16日到达阿联酋，并于1月23日将有流感样症状的祖母带到医生那里，发现家人被感染。该公告导致阿联酋各地的口罩销售一空。  
1月31日，从武汉前往迪拜的旅客中，阿联酋确诊了第五例冠状病毒。  迪拜卫生局（DHA）指示所有获得DHA执照的医院将所有可疑和确诊病例视为紧急情况，应对患者进行免费治疗，包括那些没有保险的患者。 

### 二月
2月8日，确诊了第六例和第七例患者，分别为中国大陸人和43岁的菲律宾人。   
2月9日，第一位确诊患者痊愈出院。 
2月10日，确诊第八例感染，为印度籍人士，他与最近被诊断出的人有接触。 
2月14日，又有两名确诊患者康复出院。 这两名患者是第一例家庭的中国大陸41岁父亲和8岁男孩。 
2月16日，第9例病例被确认为37岁的中国男子。 
2月21日，第十例和第十一例被确认为与一名被诊断出患有该病毒的中華人民共和国国民接触的34岁菲律宾国民和39岁孟加拉国民。 
2月22日，政府宣布再确诊2人，为一名70岁的伊朗访客和他的64岁的妻子，确诊总数达到13人。 
2月27日，政府通报多6宗新增个案，患者为4名伊朗人、1名巴林人和1名中国大陸人。 同一天, 2号和9号治愈病例出院。
2月28日，两名意大利人在旅行中被确诊。 同行人员被隔离在阿布扎比皇冠假日酒店。 在亚斯岛的阿布扎比亚斯总督酒店和阿布扎比皇冠假日酒店被封锁。

### 3月
阿联酋卫生和预防部周二表示，3月3日，在阿联酋又有6人被检测出Covid-19阳性，使感染总人数达到27人。  这些患者包括两名俄罗斯人、两名意大利人、一名德国人和一名哥伦比亚人，他们曾与两名参加阿联酋之旅的意大利人接触，这两名意大利人上周末在冠状病毒检测中呈阳性。
3月4日，在迪拜的一名16岁的印度女学生在从国外旅行回来的父母那里感染了冠状病毒后，检测结果呈阳性。这位家长在返回迪拜5天后出现症状。这名学生和她的家人都被隔离了。
3月5日，卫生和预防部确认一名17岁的阿联酋男学生冠状病毒检测呈阳性，没有任何症状。该学生现在情况稳定，正在接受必要的医疗护理。
3月7日，两名中国患者已痊愈，使阿联酋痊愈病例总数达到7例。 同一天，有15个不同国家的人被检测出病毒阳性，使该国的总感染人数达到45人。 13例包括来自泰国、中国大陸、摩洛哥和印度各1人，来自沙特阿拉伯、埃塞俄比亚和伊朗各2人，以及通过个人早期报告发现来自阿联酋的3人。以上病例病例均来自境外。 阿联酋和埃及各有两例被主动监测系统诊断为病毒感染，原因是他们与此前在阿联酋之行中宣布的确诊病例有过密切接触。
3月8日，從當日起阿联酋所有的学校和高等教育机构停课4周。